# Lamprosema pelealis
Lamprosema pelealis là một loài bướm đêm trong họ Crambidae.